# Heinz Jost
Pour les articles homonymes, voir Jost.
Heinz Jost, né le 9 juillet 1904 à Homberg et mort le 12 novembre 1964 à Bensheim est un SS-Brigadeführer. Il dirigea le département pour l'étranger du Sicherheitsdienst, connu sous l'abréviation « SD-Ausland ». Il fut aussi l'un des acteurs de la Shoah en tant que commandant de l'Einsatzgruppe A, de mars à septembre 1942.

## Biographie
Heinz Jost est né dans une famille catholique et nationaliste de la classe moyenne. Étudiant, il devient membre puis dirige le Jungdeutscher Orden (Ordre des Jeunes Allemands), un mouvement paramilitaire nationaliste. Heinz Jost étudie le droit et l'économie aux universités de Giessen et de Munich. Il travaille ensuite au tribunal de district de Darmstadt.
Heinz Jost adhère au NSDAP le 2 février 1928.
À la création du Reichssicherheitshauptamt (RSHA, bureau principal de la sécurité du Reich) en septembre 1939, il est nommé chef de l'Amt VI (bureau VI) SD-Ausland (renseignements étrangers),. L'un des principaux objectifs de l'Amt VI était de contrecarrer les services de renseignement étrangers qui pourraient tenter d'opérer en Allemagne. Il sert comme officier SS lors de l'invasion allemande de la Pologne en 1939.
Jost est envoyé commander l'Einsatzgruppe A, dont le précédent commandant, Franz Walter Stahlecker, fut récemment tué dans une bataille avec des partisans. L'Einsatzgruppe A opérait alors dans les pays baltes et en Biélorussie. Pendant que le territoire sous sa juridiction était soumis au contrôle de l'armée, Jost, en tant que chef de l'Einsatzgruppe A, coopère avec le commandement de l'armée. Lorsque le territoire passa sous administration civile, en tant que commandant en chef de la police de sécurité et du SD, reçoit ses ordres  et du chef de la policeet de la Waffen-SS Friedrich Jeckeln. Dans les deux cas, Jost est responsable de toutes les opérations menées sur son territoire.
Jost est arrêté en avril 1945 près de Gardelegen (Saxe-Anhalt). Condamné à perpétuité lors du procès des Einsatzgruppen en 1948, peine réduite à dix ans de prison en 1951, il est libéré en 1952.
Il travaille ensuite comme juriste dans une entreprise immobilière à Düsseldorf. Il s'agit d'une couverture pour son activité au Service fédéral de renseignement depuis 1961.

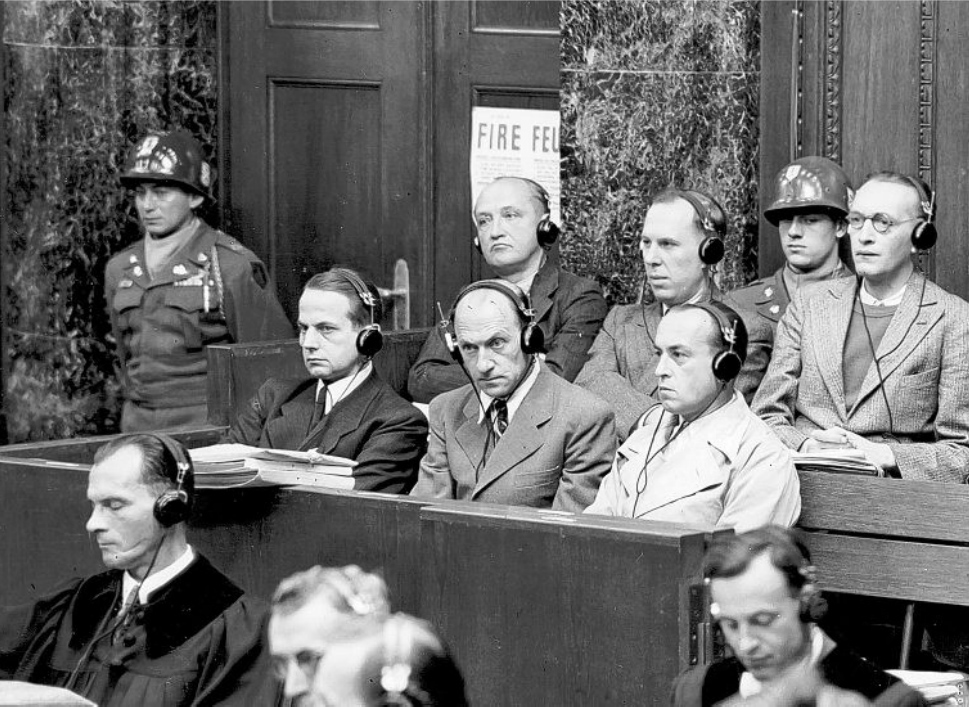
Nuremberg (1947-1948), une séance du procès des Einsatzgruppen avec six des vingt-quatre prévenus, de gauche à droite au 1er rang : Ohlendorf (exécuté en 1951) ; Heinz Jost (libéré en 1952) ; Naumann (exécuté en 1951) ; au 2e rang : Biberstein (libéré en 1958) ; Braune (exécuté en 1951) ; Haensch (libéré en 1955).

Jost est mort en 1964 à Bensheim.